# Захарий Димитров
Захарий (Захари) Атанасов Димитров е български общественик и революционер, деец на Вътрешната македоно-одринска революционна организация.

## Биография
Захарий Димитров е роден в 1878 година в кичевското село Латово. Получава III клас образование. Работи като предприемач. Присъединява се към ВМОРО. При избухването на Илинденско-Преображенското въстание през лятото на 1903 година Димитров влиза в четата на Гьорче Петров. В 1910 година при Обезоръжителната акция на младотурците е отново арестуван и малтретиран, за да предаде оръжието си.
Участва в Балканската война от 1912 - 1913 година като доброволец в Македоно-одринското опълчение и служи като старши подофицер, взводен командир в Огнестрелния парк на Опълчението. Носител е на бронзов медал. На 19 май 1913 година е ранен в железопътна катастрофа при гара Еникьой. Награден е със сребърен медал за заслуга.
След демобилизирането си на 10 август 1913 година се установява във Варна и се включва в дейността на македоно-одринските бежанци в града. Димитров е сред основателите на местното Македоно-одринско опълченско дружество. На учередителното събрание, проведено на 20 юли 1914 година, той е избран с най-голям брой гласове (71 от 80) за член на настоятелството, а впоследствие – за секретар на дружеството.. Като такъв през 1914 и 1915 година върши основната организационна работа на Македоно-одринското опълченско дружество във Варна.
Участва в Първата световна война, в 1916 година е награден с орден „За храброст“ IV степен.
На 15 април 1943 година, като жител на Варна, подава молба за българска народна пенсия. В молбата пише, че е бил „един от най-просветените и съзнателни дейци в борбата за освобождението на българите от Македония“. Молбата е одобрена и пенсията е отпусната от Министерския съвет на Царство България.